# アンドレ・リシュネロヴィッツ
アンドレ・リシュネロヴィッツ（仏: André Lichnerowicz, フランス語発音: [ɑ̃dʁe liʃneʁɔvits]、1915年1月21日 - 1998年12月11日
）は、フランスの微分幾何学者、数理物理学者。ポワソン幾何学の創始者とされる。

## 経歴
祖父ヤン（Jan）はプロイセン王国に対するポーランドの抵抗軍に所属していた。ポーランドからの逃亡を余儀なくされ、フランスに移住した。オーヴェルニュ出身のジュスティーヌ・フォール（Justine Faure）と結婚し、アンドレの父となるジャン（Jean）を儲けた。ジャンは古典でアグレガシオンを取得し、アリアンスフランセーズで働いた。アンドレの母は製紙業の家系に生まれた。数学でアグレガシオンを取得した最初期の女性であった。アンドレの父方のおばジャンヌ（Jeanne）は、クロード・ドラヴェーヌのペンネームで活躍した、小説家・翻訳家であった。
アンドレ・リシュネロヴィッツはリセ・ルイ＝ル＝グランとエコール・ノルマル・シュペリウールで教育を受け、1936年にアグレガシオンを取得した。2年後、フランス国立科学研究センター（CNRS）に入り、 CNRSに採用された最初の研究者の一人となった。
リシュネロヴィッツはエリ・カルタンの下で微分幾何学を学んだ。1939年にジョルジュ・ダルモワの下で博士論文  "Problemes Globaux en Mécanique Relativiste" を完成させた。
リシュネロヴィッツのキャリアは、第二次世界大戦、ナチス・ドイツの支配下に始まった。1941年、ストラスブール大学で教職に就いた。戦時中、ストラスブール大学はクレルモン＝フェランに移動されていた。1943年11月にナチスの奇襲によって逮捕されたが、辛うじて逃亡することに成功した。1944年の間、コレージュ・ド・フランスのクール・ペコを任ぜられていた。
1949年から1952年まで、パリ大学の教職を務めた。1952年、コレージュ・ド・フランスに教授として招聘され、引退までここで過ごした。
1959年にフランス数学会の代表を務めた。リシュネロヴィッツは幾つかの国際的学会の会員に選出されている。例えば、1962年にアッカデーミア・デイ・リンチェイ、1963年に科学アカデミー、1968年にスペイン王立科学アカデミー、1975年にベルギー王立アカデミー、1981年にローマ教皇庁科学アカデミー、1984年にトリノ科学アカデミー会員に選ばれた。
1988年、フランス語の質と美を図解した作品を称えてフランス語賞が授与された。死後の2001年には、著書 Triangle of Thoughts で共著者のアラン・コンヌとマルセル＝ポル・シュッツェンベルジェとともにペアノ賞を授与された。
2008年、リシュネロヴィッツのポワソン幾何学に関する功績を称え、アンドレ・リシュネロヴィッツ賞が設けられた。
リシュネロヴィッツはカトリック教徒であり、Centre catholique des intellectuels français の副代表を務めた。

## 研究
後年のインタビューにて、リシュネロヴィッツは自身の研究について「微分幾何学と多様体の大域解析」「数学と物理学の関係性」「アインシュタインの重力論の数学的扱い」に興味があったと述べている。実際、リシュネロヴィッツの作品はリーマン幾何学、シンプレクティック幾何学、一般相対性理論など多くの分野に貢献した。
一般相対性理論に関するリシュネロヴィッツの研究はPhD論文から始まった。この論文では、双曲符号の計量がアインシュタイン場の方程式の大域解となるための必要十分条件について述べた。レイモン・マローと共著した1940年の一連の論文では、相対論的運動論の数学的定式化を与えた。重力放射やスピノル場、湾曲した時空におけるプロパゲーターなどに関する作品では、量子化と変形に関する論文の布石となる結果を得た。
リーマン幾何学に対するリシュネロヴィッツの功績の中に、1944年に発表された局所的に調和な4次元多様体に関する予想がある。現在、これはリシュネロヴィッツ予想として知られる。1952年、アルマン・ボレルとともにあるリーマン多様体の制約ホロノミー群がコンパクトであることを示した。リシュネロヴィッツは、ケーラー多様体の様々な定義の同値性を証明し、またコンパクト等質ケーラー空間を分類した。1958年、ラプラス作用素のスペクトルと計量の曲率の関係性を導入した。カルタンとヴァイルによって、厳密な枠組みの中でスピノル論の定式化が成された後の1963年、リシュネロヴィッツはスピノルに作用するディラック作用素とラプラス-ベルトラミ作用素の関係を示すリシュネロヴィッツ公式を証明した。
1970年代、リシュネロヴィッツの興味はシンプレクティック幾何学と力学系に移った。この分野で先駆的な論文を生み出し、数十年後にポワソン幾何学が提起されるまでに至った。実際、1974年からMoshé Flatoと Daniel Sternheimer とともに双ベクトルの観点からポワソン多様体の最初の定義を定式化した。後に、接触構造のヤコビ多様体への一般化に対して、同様の原理が使用できることを示した。1976年、ある論文にて、ポワソン括弧を通じた完全1-形式上のT*M（余接束）のリー亜群括弧に関する古典的な公式 [df, dg] = d{f, g} が発見された。1977年、リシュネロヴィッツは現在ポワソンコホモロジーと呼ばれるものを定義する作用素を導入した。ポワソン多様体上の滑らかな関数の代数の変形に関するリシュネロヴィッツの1978年の論文では、変形量子化という新たな研究分野が確立された。
リシュネロヴィッツは350以上の論文を発表し、また24人のPhD課程を指導した。共著者らによって作品集が制作され、60歳の誕生日に出版された。1982年、エルマン社から、リシュネロヴィッツの個人セレクションが出版された。

## 数学教育
積極的に研究をする傍らで、リシュネロヴィッツは数学教育と教育学にも関心を抱いていた。1963年から1966年まで、国際数学連合の国際数学教育委員会の会長を務めた。1967年、フランス政府は18人の数学教育者で構成された「リシュネロヴィッツ委員会」を設置した。この委員会は、早い時期に数学的構造を導入することを目的として集合論と論理学を中心としたカリキュラムを奨め、また高等学校の高学年における複素数の導入について、計算を基にした導入ではなく、公理的手法から発展させる形で学ぶことを奨励した。このような数学教育の改革は新数学と呼ばれ、国際的な拡がりを見せた。しかし、新数学は宿題を手伝う際に困難を感じた保護者や、準備不足に陥った教員、新数学を不適切で非現実的だとみなす学者から厳しい反発を受けた。リシュネロヴィッツは委員会を辞任した。委員会は1973年に解散した。一方で、1995年にソヴィエトの数学者ウラジーミル・アーノルドが回想したように、数学教育の改革の影響は長く継続した。

## 作品
- Problèmes globaux en mécanique relativiste. Paris: Hermann. (1939)
- Éléments de calcul tensoriel. Armand Colin. (1946)、1987年 Éditions Jacques Gabay により再販。
- Algèbre et analyse linéaires. Paris: Masson. (1947)
- Les Théories relativistes de la gravitation et de l'électromagnétisme. Paris: Masson. (1954)[50][51]
- Théorie globale des connexions et des groupes d'holonomie. Rome: Cremonese（イタリア語版）. (1955)
- Géométrie des groupes de transformations. Paris: Dunod（フランス語版）. (1958)
- Propagateurs et commutateurs en Relativité générale. Paris: PUF. (1961)

### 英訳書籍
- Elements of Tensor Calculus. John Wiley and Sons. (1962)[52]
- Relativistic Hydrodynamics and Magnetohydrodynamics. W. A. Benjamin. (1967)[53]
- Linear Algebra and Analysis. Holden Day. (1967)[54]
- Geometry of Groups of Transformations. Leyden: Noordhoff（オランダ語版）. (1958, 1976)
- Global Theory of Connection and Holonomy Groups. Leyden: Noordhoff. (1955, 1976)[55]
- Magnetohydrodynamics: Waves and Shock Waves in Curved Space-Time. Kluwer: Springer. (1994). ISBN 0-7923-2805-1
- Alexandre Favre; Henri Guitton; Jean Guitton (1995). Chaos and Determinism. Johns Hopkins
- Alain Connes; Marco Schutzenberger (2000). Triangle of Thoughts. American Mathematical Society[56]